# Rhantus vitiensis
Rhantus vitiensis är en skalbaggsart som beskrevs av J. Balfour-browne 1944. Rhantus vitiensis ingår i släktet Rhantus och familjen dykare. Inga underarter finns listade i Catalogue of Life.